# Healin' Good PreCure-afsnit
Healin' Good PreCure (ヒーリングっど♡プリキュア Hiirin Guddo Purikyua) er den syttende animeserie i Izumi Todos Pretty Cure-franchise, der er produceret af Asahi Broadcasting Corporation og animeret af Toei Animation. Serien blev sendt på alle ANN's tv-stationer i Japan fra 2. februar 2020, hvor den afløste den 16. serie, Star Twinkle PreCure, til 21. februar 2020, hvorefter den blev afløst af den 18. serie, Tropical-Rouge! Pretty Cure. Serien holdt en pause på to måneder mellem 12. og 13. afsnit på grund af coronaviruspandemien. I stedet blev nogle af de første tolv afsnit genudsendt.
Introsangen er "Healin' Good Pretty Cure Touch!!" (ヒーリングっど　プリキュア Touch!! Hiirin Guddo Purikyua) af Rie Kitagawa. Slutsangen i de første 19 afsnit er "Miracle and a Link Ring!" (ミラクルっと Link Ring！ Mirakurutto Link Ring!) af Machico. Derefter er den "Everybody☆Healin' Good Day!" (エビバディ☆ヒーリングッデイ！ Ebibadi☆Hiirin Guudei!) af Kanako Miyamoto. Hvert afsnit i serien afsluttes desuden med et minispil med Healing Animals.

## Afsnit
| # | Titel | Sendt første gang  |
| --- | --- | ------------------ |
| | |                    |
| 1 | "Heartfelt Harmony! Two As One, Cure Grace!" "Te to Te de Kyun! Futari de Purikyua♥Kyua Gureesu" (手と手でキュン！二人でプリキュア♥キュアグレース)                  | 2. februar 2020    |
| Nodoka Hanadera er pige, der går i andet år i mellemskolen, som lige er flyttet til Sukoyaka, der er berømt for at være en sund by. Nodoka har haft problemer med sit åndedræt, så hendes forældre besluttede sig for at flytte for at hjælpe hende med at komme sig. Nodoka udforsker hendes nye omgivelser, mens hun er opsat på at hjælpe og møde nye folk. Mens hun hviler sig i parken, overværer hun pludseligt et monsterangreb. Da hun hører en hund i problemer, går hun hen for at finde den. Hun finder den sammen med tre Healing Animals: Rabirin, Pegitan og Nyatoran. Healing Animals forklarer, at hunden er prinsesse Rate, og at de alle kommer fra Healin Garden, der er et sted midt inde i Jorden, der hjælper med at holde planeten rask. Men haven trues af Byogens, der vil inficere verden med sygdom. Byogen-generalen Daruizen skabte monstret, der er en MegaByogen, ved at inficere en elementærånd. Rates mor dronning Tiatine bad så dyrene om, at finde dem, der var bestemt til at blive deres partnere, at blive de legendariske Pretty Cure og kæmpe mod Byogens. Rate er følsom overfor monsterangreb og bliver syg, når der dukker en op. Men Nodokas ønske om at hjælpe harmonerer med Rabirin og gør det muligt for hende at forvandle sig til Cure Grace. Cure Grace besejrer så MegaByogen og renser blomsterånden, så Latte bliver rask igen. | |                    |
| 2 | "No Longer Partners!? Am I not Good enough?" "Paatonaa Kaishou!? Watashi ja Dame Nano?" (パートナー解消！？わたしじゃダメなの？)                                    | 9. februar 2020    |
| Nodoka tager Rate med hjem og spørger sine forældre, om hun kan beholde hende, hvilket de går med til. Nodoka smugler Healing Animals ind på sit værelse, hvor de fortæller hende alt om Rate, Healing Garden og Byogens. Næste dag tager Nodoka for første gang hen på sin nye skole. Healing Animals følger med i håb om at finde partnere til Pegitan og Nyatoran. Nodoka opdager at hun er i samme klasse som Chiyu Sawaizumi og Hinata Hiramitsu, to piger hun mødte dagen før. Efter skole bliver Nodoka spurgt, om hun vil være med i en af sportsklubberne. Nodoka er entusiastisk, men det viser sig hurtigt, at hun er håbløs til alt, til Rabirins ærgrelse. Rabirin mener at Nodoka er uegnet til at være en Pretty Cure. Hun erklærer at deres partnerskab er forbi og stikker af, forfulgt af Pegitan. Nodoka vender hjem i håb om at finde Rabirin, men da Rate bliver syg, vender hun tilbage til skolen, hvor Daruizen har skabt en til MegaByogen. Nodoka prøver at kæmpe mod den selv men bliver hurtigt overmandet. Rate kalder og får Rabirin og Pegitan trukket tilbage. Rabirin spørger Nodoka, hvorfor hun er så beslutsom, og hun fortæller, at hendes sygdom som mindre forhindrede hende i at dyrke sport. Nodoka håber at kompensere for det hun gik glip af ved at hjælpe til med at beskytte verden som en Pretty Cure. Rabirin indser, at hun tog fejl af Nodoka, og de forliges. Nodoka forvandler sig til Cure Grace og besejrer MegaByogen, renser træånden og helbreder Rate. | |                    |
| 3 | "Passion springs up! Transfored to Cure Fontaine!" "Wakiagaru Omoi! Henshin! Kyua Fonteenu!" (湧き上がる想い！変身！キュアフォンテーヌ！)                           | 16. februar 2020   |
| Nodoka overhører hendes klassekammerater tale om de nylige monsterangreb, men Rabirin beder hende om at holde hendes identitet som en Pretty Cure hemmelig. Men Chiyu spørger Nodoka om angrebet dagen før uden at afsløre, at hun så Nodoka med Rate og Healing Animals på skolen. Det lykkes dog for Nodoka at undvige hendes spørgsmål. Imens lader Nyatoran Pegitan tage sig af Rate, mens han prøver at finde en partner, men Rate sniger sig væk, så Pegitan må lede efter hende. Det lykkes for Rate at nå skolen, hvor hun bliver fundet af Chiyu, der giver hende til Nodoka. Chiyu prøver igen at spørge Nodoka om hendes forbindelse til monsterangrebene, men hun undviger igen. Chiyu beslutter sig for at droppe afhøringen og inviterer Nodoka med sig hjem. Chiyus familie ejer en kro med en varm kilde, som hun lader Nodoka benytte frit. Men en anden Byogen-general, Shindoine, inficerer kilden for at skabe en MegaByogen. Chiyu kommer for at undersøge sagen og overværer, hvordan Nodoka forvandler sig til Cure Grace. Cure Grace kæmper mod MegaByogen men bliver kvæstet, da hun beskyttet Chiyu. Chiyu bemærker Pegitan og spørger ham, om hun kan bruge hans kraft til at hjælpe Nodoka med. Hun afslører at hun hørte ham sige, at han følte sig værdiløs, selvom han gerne ville hjælpe, da han var i den varme kilde tidligere. Chiyus følelser harmonerer med Pegitan, og hun forvandler sig til Cure Fontaine. Med Cure Graces hjælp lykkes det for Cure Fontaine at besejre MegaByogen, rense vandånden og helbrede Latte. Bagefter fortæller Nodoka Chiyu alt om MegaByogen, og Chiyu beder om at må tage sig af Pegitan. | |                    |
| 4 | "So cute! Let me be one! The birth of Cure Sparkle" "Kawaii! Naritai! Kyua Supaakuru Tanjou" (カワイイ！なりたい！キュアスパークル誕生)                             | 23. februar 2020   |
| Nodaka beder Chiyu om at komme hjem til sig, da det ser ud til, at Rate er blevet syg. Men da der ikke ser ud til at være nogen Byogen-angreb, tror Chiyu, at Latte bare er træt, og foreslår, at de skal tage hende til det lokale dyrehospital, som Hinatas familie driver. Imens fortsætter Nyatoran med at lede efter en partner, da han får øje på Hinata, der taber sin make-up, før hun skynder sig væk. Nyatoran samler makeuppen op og løber efter hende for at aflevere den men falder og bliver reddet af hende. Hinata takker for at få sin make-up tilbage, men hendes krammen af ham, får Nyatoran til at afsløre, at han kan tale. Nodoka og Chiyu tager Rate med hen til Hinatas bror, der fortæller dem, at Rate bare behøver hvile. Hinata braser ind og hævder, at hun har fundet en talende kat, men pigerne forhindrer hende hurtigt i at afsløre sandheden. Da det ser ud til, at Hinata ikke kan glemme Nyatoran, beslutter han sig for at udgive sig for at være en talende kat for at få Hinata til at holde ham hemmelig. Hinata kommer i tanke om, at hun er sent på den til en shoppetur med sine venner, så de tre piger tager sammen hen i indkøbscentret. Men en anden Byogen-general, Guaiwaru, inficerer et spejl for at skabe en MegaByogen, der begynder at ødelægge centret. Da Hinata bliver adskilt fra Nodoka og Chiyu, vil Nyatoran have hende til at tage væk, men hun er fast besluttet på at finde dem. Da hun finder dem, ser hun dem forvandle sig til Pretty Cure og kæmpe mod MegaByogen. På trods af faren bliver Hinata betaget af, hvor søde de ser ud. Da MegaByogen fanger Pretty Cure, prøver hun at forsvare dem men bliver smidt til side. Nyatoran er imponeret af Hinatas iver og tilbyder at blive hendes partner, så hun kan forvandle sig til Cure Sparkle. Cure Sparkle besejrer MegaByogen, renser lysånden og helbreder Rate. Bagefter undskylder Hinata overfor sine venner, at hun er forsinket. | |                    |
| 5 | "Awkward moments at the Aquarium! Out of tune with each other" "Kimazui Suizokukan! Chiguhagu na Watashitachi" (気まずい水族館！チグハグなわたしたち)               | 1. marts 2020      |
| Nodoka og Chiyu bliver ved med at minde Hinata om at holde deres identiteter som Pretty Cure hemmelige, da hun er lige ved at afsløre det, hver gang hendes venner taler om monsterangrebene. Tingene bliver mere komplicerede, da det ser ud til, at Chiyu og Hinatas personligheder kolliderer med hinanden. Chiyu er rolig og fattet, mens Hinata er stædig og pirrelig. De betror begge Nodoka, at de nok ikke kan med hinanden. Nodoka fortæller sin mor om sine bekymringer, og hun giver dem billetter til akvariet, så de kan tilbringe tid sammen. I akvariet begynder Chiyu og Hinata at kunne sammen, men tingene ændrer sig, da Pegitan bliver væk og antaget for at være en undsluppen pingvin. Og for at gøre det værre, så skaber Shindoine en MegaByogen for at terrorisere akvariet. Da Chiyu ikke kan forvandle sig uden Pegitan, må hun og Hinata finde ham, mens Nodoka tager sig af MegaByogen. Men Chiyu og Hinata finder Shindoine, der har fanget Pegitan, og MegaByogen først. Chiyu forsøger at finde en fredelig løsning på situationen, men Hinata braser frem og forsøger at redde Pegitan med magt. Nodoka kommer til, netop som Shindoine løslader Pegitan, og de tre piger forvandler sig for at kæmpe mod MegaByogen. Chiyu renser bobleånden som Cure Fontaine, men bagefter kritiserer hun Hinata for at være overilet og bringe sig selv i fare. Hinata undskylder, og de piger genbekræfter deres venskab. | |                    |
| 6 | "Where's Mom? Rate's Great Escape!" "Mama wa Doko Rate? Orusuban Daidassou!" (ママはどこラテ？おるすばん大脱走！)                                                   | 8. marts 2020      |
| Nodoka introducerer sine nye venner til sine forældre, der er lettede over, at hun kommer så fint ud af det. Da det ser ud til, at Nodoka bedre er i stand til at tage sig af sig selv, synes hendes mor Yasuko, at det er det rigtige tidspunkt for hende at vende tilbage til sit job som chauffør for et budfirma, hvilket Nodoka bliver glad for at høre. Det betyder dog, at Rate må være alene hjemme nogle timer hver dag, da Nodoka skal i skole og hendes far på arbejde. Rate blive nedtrykt af at være alene, også selvom Healing Animals kommer for at holde hende med selskab. En dag lykkes det for Rate at slippe væk fra huset, så Pegitan og Nyatoran må jagte hende, mens Rabirin henter Nodoka og hendes venner. De finder Rate hos budfirmaet, og Nodoka bliver klar over, at Rate savner Yasuko. Rate fortæller Nodoka, at Yasuko plejede at kæle med hende og gøre hende glad, når hun var hjemme, og at det mindede Rate om hendes egen mor, dronning Teatine. Pludselig fornemmer Rate, at der er en MegaByogen i nærheden, så pigerne skynder sig hen til en jordbærplantage, hvor Yasuko er ved at hente en ladning jordbær. MegaByogen inficerer plantagen, og Daruizen slår Yasuko bevidstløs. Nodoka, Chiyu og Hinata forvandler sig og kæmper mod MegaByogen, men Cure Grace bliver adskilt fra de andre og fanget af infektionen. Daruizen konfronterer Cure Grace, men det lykkes for hende at slippe fri af infektionen og fortsætte kampen mod MegaByogen. Det lykkes for Pretty Cure at besejre MegaByogen, og Cure Grace renser høstånden, der giver hende en ny elementflaske. | |                    |
| 7 | "A Big Scoop!? Nodoka's Secret" "Dai Sukuupu!? Nodoka no Himitsu" (大スクープ！？のどかの秘密)                                                                      | 15. marts 2020     |
| Nodoka får på fornemmelsen, at hun bliver overvåget hele tiden, blot for at opdage at det er redaktøren af skolebladet, Michio Masuko, der udspionerer hende. Da Nodoka konfronterer Michio, fortæller han, at han tror, at hun er ansvarlig for monsterangrebene. Han sværger at ville finde sandheden og følger Nodoka overalt. En dag da hun går i skoven, ser Nodoka Michio og forsøger at løbe væk fra ham men falder og kommer til skade. Michio hjælper hende og undskylder for at skræmme hende. Nodoka vender hjem, men Michio går ind i skoven og opdager, hvordan Guaiwaru skaber en MegaByogen. Michio konfronterer MegaByogen, men den slår ham omkuld, og han taber sine briller. Pretty Cure kommer til, kæmper mod MegaByogen og renser regnånden. Bagefter hjælper Nodoka Michio, som undskylder for at have mistænkt hende. | |                    |
| 8 | "Chiyu Can't Jump!? The Track-and-Field Disaster!" "Tobenai Chiyu!? Rikujou Taikai dai Pinchi!" (とべないちゆ！？陸上大会 大ピンチ！)                               | 22. marts 2020     |
| Chiyu træner til et kommende atletikstævne. Men hun mister pludselig evnen til at udføre sine sædvanlige højdespring. Pegitan bliver bekymret, og efter at have konsulteret sine lægebøger konkluderer han, at Chiyu har fået yips (pludselige uforklarlige tab af evner hos atleter). Han betror sig til Nodoka og Hinata, der beroliger ham med, at Chiyu bare har mistet noget af sin selvtillid, så de laver et banner for at opmuntre hende. På dagen for stævnet laver Daruizen en MegaByogen for at forstyrre aktiviteterne. Pretty Cure kæmper mod MegaByogen, og det lykkes for Cure Fontaine at bruge sine springevner til at finde en åbning i dens isskjold og rense isånden. Bagefter giver isånden en ny elementflaske til Chiyu, der genvinder sin selvtillid og fuldfører højdespringet. | |                    |
| 9 | "Hinata's Operation Cute!" "Hinata no Kawaii Daisakusen!" (ひなたのカワイイ大作戦！)                                                                                | 29. marts 2020     |
| Hinata bemærker at Nodoka har et fotoalbum, men at der ikke indeholder nogen nyere billeder af hende. Nodoka fortæller at hun ikke er blevet fotograferet, siden før hun blev syg. Det giver prompte Hinata en ide, og hun tager Nodoka og Chiyu med hen i centret. Hinata tager dem med til en butik, der lader folk låne tøj og tilbehør til at blive fotograferet med. Hinata tilbringer dagen med at hjælpe Nodoka og Chiyu med at lave tilbehør, men Nodoka bliver overvældet af mylderet og er nødt til at tage en pause. Hinata føler at hun har presset Nodoka for meget, men Nodoka forsikrer hende om, at hun har det fint. Da Rate løber væk, tager Hinata afsted for at få fat på hende, men hun opdager, at Shindione har skabt en MegaByogen til at terrorisere centret med. Hinata forsøger at klare monstret alene men bliver let overmandet, før Nodoka og Chiyu kommer hende til undsætning. Efter at Hinata har forklaret sig, forsikrer Nodoka hende om, at hun har været meget hjælpsom. De tre Pretty Cure kæmper mod MegaByogen og besejrer den med hjælp fra Chiyus nye elementflaske. Efter at have renset ædelstenånden tager Hinata Nodoka og Chiyu med tilbage til butikken for at få deres billede taget, som hun giver til Nodoka til hendes fotoalbum. | |                    |
| 10 | "Emergency Treatment! So many MegaByogens!" "Kinkyuu Oteate! Megabyoogen ga Ippai!?" (緊急お手当て！メガビョーゲンがいっぱい！？)                                   | 5. april 2020      |
| Nodoka er begejstret for at skulle på sin første skoleudflugt med Chiyu og Hinata. Pigerne tager toget til et museum, hvor Nodoka møder en skulptør, der laver glaskunst. Men pigerne bliver chokerede over, at Healing Animals og Rate har besluttet sig for også at komme, selvom de blev bedt om at blive hjemme. Desværre hidkalder Guaiwaru en MegaByogen til at inficere museet med, så de tre piger må forvandle sig og kæmpe mod den. Og for at gøre tingene værre, så opdager Cure Fontaine, at Rate blevet endnu sygere. Da hun bliver undersøgt, afslører Rate at der er to MegaByogens mere. Pretty Cure må derfor dele sig, idet Cure Grace vælger at blive tilbage for at beskytte museet. Men MegaByogens er for stærke til, at pigerne kan klare dem alene, så de tre samles igen for at klare Guaiwarus MegaByogen, før de fortsætter med den næste. Før de tager videre, får Cure Sparkle kraft fra den rensede lysånd. | |                    |
| 11 | "All our powers as one! Miracle Healing!" "Chikara o Hitotsu ni! Mirakuru Hiiringu!" (力を一つに！ミラクルヒーリング！)                                             | 12. april 2020     |
| Pretty Cure skynder sig hen til den anden MegaByogen, som Shindoine har skabt for at forurene en flod. Det lykkes for dem at rense den, hvorefter Cure Fontaine får kraft fra vandånden. Den sidste MegaByogen, som Daruizen har skabt, terroriserer en blomstereng og er blevet så stærk, at pigerne bliver slået væk og mister deres forvandling, da de prøver at kæmpe mod den. Da de samles i skoven, spekulerer de på, om det er for sent at redde blomsterånden. Men Nodoka får dem i gang igen, så de forvandler sig og kæmper mod MegaByogen på ny. Cure Grace opmuntrer blomsterånden til ikke at give op, og det lykkes for den at give hende dens kraft, der sammen med de andre åndekrafter får Miracle Healing Bottle til at dukke op. Pretty Cure bruger den nye flaske til at udføre Healing Oasis til at besejre MegaByogen med og rense blomsterånden. Men de bemærker ikke et sæd fra den sidste MegaByogen, der inficerer en sumpbæver. | |                    |
| 12 | "Our minds as one!? Operartion Teamwork" "Ishin Denshin!? Chiimuwaaku Daisakusen" (以心伝心！？チームワーク大作戦)                                                  | 19. april 2020     |
| Efter deres sammenstød med flere MegaByogens beslutter Healing Animals sig for at sende Pretty Cure i træningslejr for at forbedre deres samarbejde. Gruppen tager til et stenbrud og prøver at arbejde sammen, men selvom det ikke går så godt, lykkes det alligevel for pigerne at have det sjovt. Pludselig dukker en MegaByogen op sammen med en ny Byogen-general ved navn Batetemoda. Pigerne forvandler sig og prøver at kæmpe mod MegaByogen, men Batetemoda slår dem tilbage. Det lykkes dog for Pretty Cure at arbejde sammen som et hold, besejre Batetemoda og MegaByogen og rense ædelstenånden. Før Batetemoda tager væk afslører han, at han blev skabt fra den MegaByogen Daruizen skabte, og at der vil komme mere. Nodoka og Chiyu er enige om, at de vil arbejde hårdt for at forhindre flere generaler i at blive skabt, men Hinata begynder at have sine stille tvivl. | |                    |
| 13 | "To Quit or Not Quit? What's Bothering Hinata!" "Yameru? Yamenai? Mayoeru Hinata!" (辞める？辞めない？迷えるひなた！)                                               | 28. juni 2020      |
| Hinata overvejer at stoppe med at være en Pretty Cure til hendes venners ærgrelse. Mens hun prøver at forklare sine følelser, sanser Rate en MegaByogen, som pigerne giver sig til at lede efter. Pigerne kan dog ikke finde MegaByogen på trods at Rates vejledning, men de opdager, at alle rundt omkring i byen plages af statisk elektricitet, og antager, at det må være MegaByogen. Hinata begynder at tvivle igen, selv da hendes søster bliver fanget i sin juice-bil, men Nodoka og Chiyu opmuntrer hende til at gøre sit bedste. Pludselig opdager pigerne en drone, der er blevet angrebet af MegaByogen, og indser, at den må flyve rundt i byen. Det lykkes for Hinata at spore MegaByogen sammen med Guaiwaru og Batetemoda, og pigerne forvandler sig for at bekæmpe den. Med hjælp fra Cure Fontaines isflaske lykkes det for Pretty Cure at besejre MegaByogen og befri lynånden. Bagefter giver lynånden Hinata en ny elementflaske, og hun beslutter sig for at gøre sin bedste fremover. | |                    |
| 14 | "Discovering Happiness! Sukoyaka Festival!" "Genki Hakken! Sukoyaka Fesutibaru!" (元気発見！すこやかフェスティバル！)                                               | 5. juli 2020       |
| Nodoka er hos lægen, hvor hun bliver glad for at høre, at hun er kommet sig fuldstændigt over sin sygdom. Hun bliver også begejstret, da hun opdager, Sukoyaka holder en festival. Ved festivallen mødes hun med Hinata og Chiyu og lærer alt om byen, navnlig hvordan indbyggerne samarbejder. Batetemoda skaber en MegaByogen for at forstyrre festivallen, men pigerne forvandler sig og besejrer dem med hjælp fra Cure Sparkles nye lynflaske. Bagefter afslører vindånden, at en pige der boede i Sukoyaka for længe siden blev den første Pretty Cure efter at være blevet partner med Teatine, og at hun havde evnen til at hele folk med musik. | |                    |
| 15 | "First Fight, Nodoka and Rabirin Grow Apart" "Hajimete no Kenka... Surechigau Nodoka to Rabirin" (初めてのケンカ…すれ違うのどかとラビリン)                          | 12. juli 2020      |
| Rabirin og de andre Healing Animals støder på en daruma-dukke udenfor em tebutik. Nyatoran spotter dukken, men Rabirin kan hemmeligt lide den. Rabirin betror sig til Nodoka om dukken, og Nodoka går med til at hjælpe hende med få en ved et reklamefremstød butikken afholder. Men da Rabirin endelig får dukken, finder Nyatoran ud af det, så Rabirin bliver pinligt berørt og smider den væk. Nodoka bliver sur på Rabirin, og de har deres første skænderi. Næste dag er Nodoka og Rabirin stadig fjendtlige mod hinanden, hvilket komplicerer tingene, da Daruizen skaber en MegaByogen, og Nodoka ikke kan forvandle sig. Cure Fontaine og Cure Sparkle kæmper mod MegaByogen, mens Rate tvinger Rabirin og Nodoka til at tale sammen. Rabirin udskylder sin opførsel overfor Nodoka, og de to forliges, så Nodoka kan forvandle sig og hjælpe de andre Pretty cure med at besejre MegaByogen. Bagefter giver løvånden Nodoka og Rabirin en ny elementflaske. | |                    |
| 16 | "Friendship Vows Under the Eternal Tree" "Yuujou no Chikai! Eien no Taiju no Shita de" (友情の誓い！永遠の大樹の下で)                                               | 19. juli 2020      |
| Efter at have hørt legenden om Evighedens træ finder Nodoka, Chiyu og Hinata træet for at sværge venskab under det. Men de bliver chokeret over at opdage, at træet er gået til under en nylig storm. De møder også en gammel mand, der fortæller dem, at der ikke findes evigt venskab. Træets ånd fortæller dem, at manden hedder Tetsuya, og at han sværgede sammen med sine to venner Fumi og Hideo for 50 år siden. Træånden beder pigerne om at finde Tetsuyas venner og bringe dem sammen, før træet bliver fældet helt. Nodoka går med til det, og det lykkes for pigerne at finde Fumi og Hideo, blot for at opdage sandheden bag deres adskillelse. Nodoka, Chiyu og Hinata kan ikke overbevise de tre om at komme sammen, men de sværger selv under træet og beslutter at holde en afskedsfest for det. På dagen for festen skaber Batetemoda en MegaByogen med træånden. Tetsuya forsøger at forsvare den men må reddes af Fumi og Hideo. Pigerne forvandler sig og besejrer MegaByogen. Bagefter fornyer Fumi, Hideo og Tetsuya deres venskab, hvorefter Fumi afslører, at der er kommet en ny spire fra træet. | |                    |
| 17 | "Finest Hospitality Trainee Innkeeper" "Saikou no Omote Nashi!? Chiyu no Okami Shugyou" (最高のおもてなし！？ちゆのおかみ修行)                                      | 26. juli 2020      |
| Chiyu tilbyder at hjælpe på hendes families ryokan, hvor hendes mor og bedstemor lærer hende det vigtige i gæstfrihed. Hun møder også en engelsktalende familie med en datter ved navn Emily, der bor der. Chiyu tager dem med på sightseeing men bemærker, at Emily virker utilfreds, selvom hun synes at være interesseret i den lokale park. Emily fortæller at hun vil flytte til Japan men er bekymret over ikke at have nogen venner. Chiyu tilbyder så at tage hende med i parken næste dag. Shindoine skaber imidlertid en MegaByogen til at inficere parken med. Pigerne forvandler sig og besejrer den, hvorefter regnånden giver Chiyu en ny elementflaske. Næste dag tager Chiyu Emily med i parken for at lege sammen med Nodoka og Hinata. Her er Emily i stand til at få venner, før hun tager væk med et smil. | |                    |
| 18 | "Heart Flutter! Grateful Nyatoran" "Haato ni Zukkyun! Nyatoran no Ongaeshi" (ハートにズッキュン！ニャトランの恩返し)                                                | 2. august 2020     |
| På vej hen til Nodoka støder Nyatoran på en aromaterapibutik, hvor han bliver så betaget af ejeren, at han kommer til skade. Kvinden Orie, der ejer butikken, tager ham med hen til Hinatas families klinik, hvor Hinata identificere Nyatoran som sin kat. Nyatoran fortæller de andre, at han kan lide Orie, hvilket får Rabirin til at spekulere på, om han vil skifte partner, men Hinata opmuntrer overraskende Nyatoran. For at takke Orie for hendes venlighed tilbyder pigerne hende at hjælpe med butikken. Nyatoran beslutter sig for at lave en gave til Orie for at give udtryk for hans følelser. Men Batetemoda skaber en MegaByogen til at inficere butikken med, så pigerne må forvandle sig for at kæmpe mod den. Cure Sparkle bliver såret, mens hun forsvarer Nyatorans gave, men de to indser, at de har gensidige følelser for hinanden, og fortsætter kampen. Det lykkes for Pretty Cure at besejre MegaByogen og redde ildånden, der giver Hinata en ny elementflaske. Da Hinata bagefter skal til at give Orie Nyatorans gave, dukker en mand ved navn Kusaka op og afslører, at han og Orie er gift. Den nedtrykte Nyatoran indrømmer, at han er glad for, at Orie smiler igen, og Hinata trøster ham. Men til alles forskrækkelse bliver Rate pludselig syg. | |                    |
| 19 | "Save Rate! Wind of Prayers and Miracle Girl" "Rate o Mamotte...! Inori no Kaze to Kiseki no Shoujo" (ラテを守って…！祈りの風と奇跡の少女)                          | 9. august 2020     |
| Pigerne tager Rate med hen til Hinatas families klinik, hvor Hinatas bror undersøger hende og finder ud af, at hun er forkølet. Han giver Rate noget medicin og giver Nodoka besked om at give hende rigeligt med hvile. Alle hjælper med at tage sig af Rate, hvilket får hende til at føle sig nyttesløs, men Nodoka forsikrer hende om, at det er hun ikke. Men på grund af sygdommen kan Rate ikke mærke, at Batetemoda skaber en MegaByogen, så da pigerne endelig opdager den, har den nået at vokse sig utrolig stærk. Pigerne forvandler sig men bliver nemt overmandet. Rate føler at det hele er hendes skyld og forsøger selv at stoppe MegaByogen, men den er for stærk, og hun bliver fanget af Batetemoda. Dronning Teatine mærker, at der er noget galt, og beder Jorden om at redde hendes datter. Pludselig dukker en mystisk ny Pretty Cure op og redder Rate og de andre, så de kan rense MegaByogen og redde vindånden. Bagefter bruger den nye Pretty Cure en ny elementflaske til at helbrede Rate med, mens de andre piger spekulerer på, hvem hun er. | |                    |
| 20 | "Unite our Wishes! We are Cure Earth" "Ima, Tsunagaru Negai...! Watashitachi Kyua Aasu" (今、つながる願い…！わたしたちキュアアース)                                 | 16. august 2020    |
| Pigerne spørger den nye Pretty Cure om hvem hun er, mens Healing Animals bemærker, at hun fuldstændig ligner den oprindelige Pretty Cure fra for længe siden. Men den nye Pretty Cure fortæller dem, at hun blev skabt af kraften fra Jorden og Dronning Teatines ønske om at beskytte Rate, og at hun ikke er et menneske men snarere en fe. Hun fortæller også, at hun ikke har noget navn, så pigerne kalder hende for Earth. Earth vil tage Rate med tilbage til Healing Garden for at fuldføre sin opgave med at beskytte Rate. De andre forsøger imidlertid at få hende til at blive, idet Nodoka beder hende om at lytte til Rates følelser. Imens indgår Batetemoda en aftale med Kong Byogen om, at han bliver leder af Byogen-generalerne, hvis han kan besejrer Pretty Cure. Det lykkes for Batetemoda at få fat på krystalliserede fragmenter fra den tidligere MegaByogen, men Guaiwaru konfiskerer dem alle undtagen en. Batetemoda skaber så en MegaByogen af solånden og forstærker den med sin tilbageværende krystal. Pigerne forvandler sig men har svært ved at klare den forstærkede MegaByogen. Earth, der har lyttet til Rate, bruger sin elementflaske til at forvandle sig til Cure Earth. Hun bruger sin Earth Windy Harp til at udføre Healing Hurricane med og renser både MegaByogen og Batetemoda. Bagefter beslutter pigerne sig for at give Earth et ordenligt navn og kalder hende for Asumi Fuurin. | |                    |
| 21 | "Nice to meet you! I'm Asumi Fuurin" "Hajimemashite! Watakushi, Fuurin Asumi desu" (はじめまして！わたくし、風鈴アスミです)                                         | 23. august 2020    |
| Nodoka beslutter sig for at lade Asumi bo hos hende, så hun kan være tæt på Rate. Nodoka overbeviser sine forældre om, at Asumi er Rates ejer, der er kommet til Japan fra udlandet. Hun hjælper også Asumi med at begå sig på Jorden, da hun kun har været i live en dag og finder alting nyt og mærkeligt. Den næste dag kommer Nodoka til skade, da hun vil beskytte Asumi. Da Asumi spørger hende om, hvorfor hun gør sig alt det besvær med at hjælpe, fortæller Nodoka hende om, hvordan hendes oplevelser som syg ændrede hende, og at hun gerne vil give den venlighed hun fik tilbage. Imens skaber Daruizen en MegaByogen af en blomsterånd, og Guaiwaru afslører, at den kan forstærkes med de krystaller, som han tog fra Batetemoda, og som de kalder for Mega-dele. Daruizen opdager så, at de kan høste flere dele fra den forstærkede MegaByogen. Pigerne kommer til og forvandler sig for at besejre MegaByogen, idet Cure Earth beskytter Cure Grace mod Daruizen. Efter at Cure Earth har renset MegaByogen, fortæller Asumi Nodoka, at hun håber på, at hendes egne oplevelser kan ændre hende på samme måde som Nodokas gjorde. | |                    |
| 22 | "Don't go, Rate! Fading Body and Fresh Emotions" "Rate Nigenaide! Kieru Karada to Mebaeru Kimochi" (ラテ逃げないで！消える体と芽生える気持ち)                       | 30. august 2020    |
| Asumi begynder at falde til på Jorden, men tingene bliver komplicerede, da hun beskytter Rate for meget. Det får Rate til at undgå hende og Asumi til at begynde at falme. Chiyu tager Asumi med til hendes families ryokan, hvor hun opdager, at Asumi får det godt igen, når hun oplever ting, hun kan lide. Men Asumi forstår ikke, hvad følelser er, så Chiyu prøver at forklare det for hende. Næste dag tager pigerne hen for at se Chiyu deltage i en sportsbegivenhed. Asumi bemærker at Chiyu bliver ved at forsøge sig med højdespring, selvom det mislykkes for hende. Chiyu forklarer at hun prøver så hårdt, fordi hun kan lide det. Pludselig dukker Shindoine op og skaber en MegaByogen fra en vandånd. Hun forstærker det med en Mega-del, som Daruizen har givet hende, og høster så en anden fra monstret. Nodoka, Chiyu og Hinata forvandler sig for at kæmpe, mens Asumi leder efter Rate. Asumi indser at hun beskyttede Rate så meget, fordi hun så godt kan lide hende, og lover at tage hensyn til Rates følelser fremover. Asumi forvandler sig så og besejrer MegaByogen. | |                    |
| 23 | "What's Cute? Asumi and a Puppy" "Kawaiitte Nan Desu Ka? Asumi to Koinu Monogatari" (かわいいってなんですか？アスミと子犬物語)                                      | 6. september 2020  |
| Hinata køber en masse forskelligt tøj til Asumi og får hende til at prøve det foran Nodoka og Chiyu. De tre piger snakker om, hvor sød Asumi ser ud, men hun spørger, hvad det betyder, for det er endnu en følelse, som hun ikke har oplevet. Hinata prøver at forklare det, før hun bliver kaldt væk for at tage sig af en hvalp på familiens klinik. Hinata fortæller, at hvalpen hedder Pochi-to og er meget sky, men hun vil prøve at få ham til at åbne sig ved at tage ham med til en hundepark. De tager alle sammen med hende og Pochi-to til parken, hvor Hinata fortæller Asumi, hvor svært det er at få Pochi-to til at stole på hende. Asumi ser også hvordan de andre ejere omgås deres hunde og prøver forgæves at blive venner med Pochi-to. Pludselig dukker Guaiwaru op og skaber en MegaByogen af en frugtånd for at få flere mega-dele. Pigerne forvandler sig, men de bliver alle overmandet af MegaByogen med undtagelse af Cure Earth. Pochi-to prøver at forsvare Cure Sparkle, men Cure Earth må redde ham, før han bliver dræbt af monstret, som hun så renser. Bagefter afslører Asumi, at hun er kommet til at forstå sine nye følelser efter at have oplevet hundene og deres ejere i parken. Til sidst bliver hun så venner med Pochi-to. | |                    |
| 24 | "We're Coming! Healing on Wind" "Ima Ikimasu! Oteate o Kaze ni Nosete" (いま行きます！お手当てを風に乗せて)                                                         | 13. september 2020 |
| Hinata viser pigerne en artikel om en café i nabobyen og spørger, om de vil tage med derhen. Men artiklen viser også en afsides beliggende sø, som tiltrækker sig Asumis interesse. Nodoka beslutter at de skal besøge søen, da det er Asumis første udflugt. Ved søen møder pigerne en arborist ved navn Sakuya Itsuki, der fortæller dem om hendes arbejde med at pleje naturen, hvilket imponerer Asumi. Om natten bruger Daruizen en Mega-del på en fugl, som pigerne har reddet, til at skabe en ny general med. Næste dag mærker Rate, at søen har problemer. Det lykkes for Asumi at skabe en portal, der kan transportere dem alle tilbage dertil. Pigerne finder den bevidstløse Sakuya og den nye general, Nebusoku, der har inficeret søen og den omkringliggende skov. Pigerne forvandler sig og bruger Nebusokus frygt for at flyve til at besejre ham med, før Cure Earth renser ham. | |                    |
| 25 | "Be Brave! Captured Pegitan" "Yuuki o Dashite! Toraware no Pegitan" (勇気を出して！とらわれのペギタン)                                                              | 20. september 2020 |
| Pegitan bliver bange efter at have set en tv-serie, men Chiyu forsikrer ham om, at der ikke er noget at være bekymret for, og fortæller ham hvor sød han er. Men Pegitan føler det som en fornærmelse, fordi han gerne vil være modig overfor Chiyu, og løber væk. Mens Pegitan tænker på, hvad han skal gøre, bliver han fundet af en pige ved navn Riri, der tager ham med hjem. Pegitan prøver at komme tilbage til Chiyu men bliver klar over, at Riri har det svært med at være alene, fordi hun lige har skiftet skole, og hendes mor arbejder sent. Pegitan prøver at hjælpe ved at følge Riri i skole, bare for at blive fanget af en af de andre elever. Men det giver Riri modet til at redde Pegitan, og nogle af de andre elever hjælper hende, så de bliver venner. Efter skole takker Riri Pegitan for hans hjælp, men så dukker Chiyu og de andre op. Riri vil ikke miste Pegitan, så hun løber væk med ham, før Chiyu kan få fat på hende. Desværre skaber Shindoine en MegaByogen af en ædelsten-ånd, som Chiyu må lade Nodoka, Minita og Asumi tage kampen op mod, mens hun prøver at få Pegitan tilbage. Riri låser Pegitan inde på sit værelse, men han undslipper efter at have fortalt hende, at hun ikke behøver ham, og at hun allerede er modig. Pegitan kommer tilbage til Chiyu, så hun kan forvandle sig til Cure Fontaine, kæmpe sammen med de andre Pretty Cure og rense MegaByogen. Bagefter tager Chiyu Pegitan med tilbage til Riris hus, så han kan fortsætte med at besøge hende. | |                    |
| 26 | "Surprise! Asumi's Diary of Rate" "Bikkuri! Asumi no Rate Nikki" (びっくり！アスミのラテ日記)                                                                       | 27. september 2020 |
| Hinata kommer med vilje for sent til et møde med Nodoka og de andre for at skræmme dem, men hun bliver selv chokeret, da Asumi ikke bliver overrasket som de andre. Senere finder Asumi Nodaka i hendes have, hvor hun laver en dagbog for en morgenfrue, som hun passer. Asumi beslutter sig så for at lave en dagbog om Rates udvikling, som hun kan vise dronning Teatine. Asumi spørger de andre om, hvordan de blev Pretty Cure, men til hendes overraskelse er de alle sammen travle og hemmelighedsfulde. Hun hører også om et festfyrværkeri om aftenen og tror, at de undgår hende, fordi de vil tage derhen uden hende. Det får Asumi til at begynde at falme, men Nodoka kommer og fører hende til en fest bare for hende, som de alle havde planlagt at overraske hende med. Asumi er taknemmelig for opmærksomheden og overvære fyrværkeriet sammen med sine venner. | |                    |
| 27 | "Hot-air Balloon! Asumi and Rate's Passion" "Kikyuu yo Tonde! Asumi to Rate no Atsui Omoi" (気球よ飛んで！アスミとラテの熱い想い)                                   | 4. oktober 2020    |
| Nodokas far tager hende og Asumi med til en konkurrence for varmluftsballoner, som et hold fra hans gamle universitet deltager i. Asumi lærer om passion, og hun og Rate beslutter sig for også at heppe på holdet. Men da holdet taber det første løb, lærer Asumi følelsen af frustration men vil så hjælpe dem ved at vinde det næste løb ved at forudsige vindretningen. Alt går godt, indtil holdet næsten er færdigt, men så dukker Guaiwaru op og skaber en MegaByogen, som han forstærker med flere Mega-dele. MegaByogen er for stærk for Pretty Cure men viser sig at være sårbar overfor vindretningen. Cure Earth bruger det til at fange monstret i en hvirvelvind, før hun renser den. Bagefter giver den befriede luftånd Asumi en ny elementflaske. Da alle senere nyder de pandekager, som Hinata har sørget for, hører Nodoka en lyd fra den nærliggende skov og går derhen for at undersøge det. Hun finder Daruizen, der er ved at bruge en Mega-del på en krage, og hun forvandler sig til Cure Grace for at konfrontere ham. Men Daruizen får en ide og bruger Mega-delen på Cure Grace, så hun bliver slået bevidstløs. | |                    |
| 28 | "Suffering Again?! Daruizen, You Are..." "Kurushimi no Sairai!? Daruizen, Anata Wa" (苦しみの再来！？ダルイゼン、あなたは)                                          | 11. oktober 2020   |
| Efter at Daruizen har inficeret Cure Grace, kommer de andre Pretty Cure for at redde hende, bare for at opdage at det er for sent. De tager Nodoka med tilbage til hendes forældre, der skynder sig på hospitalet med hende, hvor det viser sig, at hende sygdom minder om den, hun havde før. Pigerne spekulerer på, om Nodoka blev inficeret af en Mega-del, og Healing Animals afslører, at Byogen-generalerne blev skabt af MegaByogens, der havde opnået det mest avancerede stadie. Pigerne besøger Nodoka på hospitalet, hvor de overværer, hvordan hun og Rabirin ved fælles hjælp suger MegaByogen ud af hende. De jagter MegaByogen, som Daruizen venter på skal udvikle sig. Til alles overraskelse bliver den til en næsten perfekt kopi af Daruizen ved navn Kedary. Kedary viser sig at være meget stærk, og Pretty Cure har svært ved at kæmpe mod ham, indtil Cure Earth fanger ham med sin nye elementflaske, så de andre kan rense ham med Healing Oasis. Efter kampen fortæller Daruizen imidlertid Cure Grace, at han kan huske, hvordan han blev til. Han blev skabt fra Nodoka, efter at hun blev inficeret med en MegaByogen-sæd, der førte til hendes oprindelige sygdom. Daruizen lader den forbløffede Cure Grace stå tilbage, men bagefter beslutter hun sig for at gøre noget ved ham. | |                    |
| 29 | "Nodoka's Stress? Find Refreshment!" "Nodoka no Sutoresu? Kibun Tenkan o Sagase♪" (のどかのストレス？気分転換をさがせ♪)                                             | 18. oktober 2020   |
| Asumi bemærker at Nodoka ændrer sig, idet hun er begyndt at løbe og spise mere. Efter at have diskuteret det med Healing Animals kommer de til den konklusion, at Nodoka er stresset efter afsløringen af hendes sygdom og prøver at overkomme det. Men Asumi og Healing Animals føler, at hun overdriver, så de beslutter sig for at finde en anden måde for hende at stresse af på. Imens møder Nodoka en klassekammerat ved navn Kotoe Kanemori, der er medlem af skolens band. Det viser sig, at Kotoe har været hjemme med en forkølelse men nu er vendt tilbage til skolen. Men det ser ud til, at hun overdriver med sine trompetøvelser for at kunne følge med de andre. Det får bandlederen Yuto Sugawara til at skælde hende ud, idet hun siger, at Kotoe ikke skal overdrive, og at bandets succes ikke kun afhænger af hende. Efter skole mødes Nodoka, Chiyu og Hinata med Asumi og Healing Animals, der fortæller dem hvad de har lavet, hvilket får Nodoka til at blive lidt trodsig. Pludselig dukker Guaiwaru op og skaber en MegaByogen, som han forstærker med flere Mega-dele. Pigerne forvandler sig for at bekæmpe den, men Cure Grace bliver for hensynsløs og bliver næsten knust af monstret, før hun bliver reddet af Cure Earth. Cure Earth får Cure Grace til at indrømme, at hun føler sig medansvarlig for skabelsen af Daruizen, og at det er derfor, at hun har prøvet at blive stærkere. Cure Earth forsikrer hende imidlertid om, at det ikke er hendes fejl, og at hun kan stole på de andres støtte. Det lykkes for pigerne at besejre og rense MegaByogen, hvorefter den rensede lydånd giver Asumi en ny elementflaske til at helbrede Rate med. | |                    |
| 30 | "The Group in Chaos? A Day at the Zoo" "Kyara ga Barabara? Doubutsuen no Kyuujitsu" (キャラがバラバラ？動物園の休日)                                                | 25. oktober 2020   |
| Pigerne tilbringer dagen i zoologisk have, hvor de møder en dreng ved navn Kota, der viser dem rundt. Det viser sig, at Kota er søn af Nodoka, Chiyu og Hinatas klasselærer Kyousei Maruyama. Pigerne hører at han er blevet uvenner med sin ven Shuichi, fordi de har forskellige meninger om løver og tigre. Men pigerne lærer Kota, at det kan være godt at være forskellige og kan gøre venskab stærkere, så det lykkes for ham at forlige sig med Shuichi. Imens roser kong Byogen Guaiwaru og Daruizen for at have opdaget Mega-delene, hvilket gør Shindoine jaloux. Daruizen tager til zoologisk have og skaber en MegaByogen af en løvånd for at få flere dele. Pigerne forvandler sig for at bekæmpe MegaByogen, men de når ikke at rense den, før Daruizen har fået høstet flere dele fra den. Shindoine finder imidlertid på at bruge en Mega-del på sig selv, så hun bliver meget stærkere. Hun beslutter sig for at prøve sin nye styrke ved at inficere Kota med en NanoByoögen-partikel, men Kyousei Maruyama kommer i vejen og bliver inficeret i stedet for. | |                    |
| 31 | "Byo-gen's Evolution! Healin' Good Arrow!" "Byoogenzu no Shinka! Oteate wa Hiirin Guddo♥Aroo!" (ビョーゲンズの進化！お手当てはヒーリングっど♥アロー！)              | 8. november 2020   |
| Pretty Cure opdager, hvad Shindoine har gjort ved Kyousei Maruyama, efter at Rate bliver syg igen. Shindoine afslører hvordan hun har udviklet sig ved at bruge en Mega-del, og at hun nu kan skabe GigaByogen fra levende væsener. Pretty Cure forsøger at kæmpe mod GigaByogen men bliver hurtigt besejrede, så Shindoine tager afsted for at vise kong Byogen hendes nye krafter. Under den korte pause samles Nodoka, Chiyu, Hinata og Asumi igen, og i zoologisk have finder de Kota, der er synligt rystet over at have set sin far blive forvandlet til et monster. Men Nodoka forsikrer Kota om, at Pretty Cure vil redde hans far. Da Rate sanser, at GigaByogen er kommet tilbage, skynder pigerne sig for at modgå den, men på trods af alle deres anstrengelser er de ude af stand til at rense den med Healing Oasis. Nodoka er imidlertid fast besluttet på ikke at give op og samler de andre for at tage kampen op på ny. Deres beslutsomhed får kraften fra alle deres elementflasker til at samles i en ny flaske. Rate kombinerer desuden alle deres krafter til en ny Healin' Good Arrow. Pretty Cure bruger de nye ting til at udføre Final Healin' Good Shower til at rense GigaByogen med og redde Kyousei Maruyama. | |                    |
| 32 | "Like My Sis! Toji's Innkeeper Training" "Oneechan Mitai ni! Boku no Okami Shugyou" (おねえちゃんみたいに！ぼくのおかみ修行)                                        | 15. november 2020  |
| Nodoka, Hinata og nogle af deres klassekammerater prøver at arbejde på Chiyus families ryokan. Asumi og Chiyus lillebror Toji, der gerne vil være mere som sin søster, er også med. Chiyu fortæller Chiyu og hendes venner om gæstfrihed, men Tojis hårde arbejde og venlighed giver ham problemer, så Chiyu må skælde ham ud. Men Pedgitan, der hemmeligt har holdt øje med Toji, beder Asumi om at opmuntre ham, hvilket Chiyu overhører. Pludselig dukker Guaiwaru op efter at have forstærket sig selv med en Mega-del ligesom Shindoine og forvandler gæsten Chikara til en GigaByogen. Pigerne forvandler sig for at kæmpe mod den, mens alle andre kommer væk. Under kampen prøver Toji at redde en hundehvalp fra monstret men kommer næsten til skade, før han bliver reddet af Cure Fontaine. Cure Fontaine bruger sin is-flaske til at bringe GigaByogen under kontrol med hjælp fra Cure Earth, før de de fire Pretty Cure renser den med Final Healin' Good Shower. Bagefter viser det sig, at hundehvalpen tilhører Chikara, der takker Toji for at have reddet den. Chiyu giver også udtryk for, hvor stolt hun er af sin lillebror. | |                    |
| 33 | "Memorable Reunion! My Gift from the Past" "Omoide no Saikai! Kako no Watashi no Okurimono" (思い出の再会！過去のわたしの贈りもの)                                  | 22. november 2020  |
| Kong Byogen tvinger den modvillige Daruizen til at forstærke sig med Mega-dele. Imens har Nodoka besøg af doktor Hachikusa, der tog sig af hende, da hun var syg. Nodoka introducerer ham til sine nye venner, og han er glad for, at Nodoka klarer sig så godt. Ved aftensmaden afslører Hachikusa, at han opgav sit job på hospitalet, da han ikke kunne kurere Nodoka. Nodoka bliver sur og spørger Rabirin, om hun kan afsløre Byogens, men det afviser hun. Hachikusa går en tur med Nodoka og forklarer, at han skiftede karriere for at blive forsker i nye sygdomme for at finde en kur. Han fortæller også, at der var på grund af Nodokas opmuntring, hvilket får hende til at føles bedre. Næste dag tager Hachikusa afsted, efter at han og Nodoka har lovet at møde hinanden igen. Men han støder på Daruizen, der forvandler ham til en GigaByogen. Da Rate sanser, at Hachikusa er i problemer, forvandler pigerne sig og prøver på at redde ham. Under kampen engagerer Daruizen Cure Grace og spørger hende om, hvad man får ud af at arbejde for andre, men hun skubber ham tilbage, før hun hjælper de andre med at rense GigaByogen. Bagefter ser Nodoka Hachikusa tage væk, idet hun genbekræfter sit løfte om at møde ham igen, når hun er blevet ældre, og Pretty Cures beslutning om beskytte verden mod Byogens. | |                    |
| 34 | "I'm My Own Rival!? The Wings Chiyu Desires" "Watashi ga Raibaru!? Chiyu no Motometa Tsubasa" (わたしがライバル！？ちゆの求めたツバサ)                              | 29. november 2020  |
| Chiyu tager førstepladsen i højdespring og sætter rekord i en national turnering. Det fører til at hun bliver interviewet med Tsubasa Takami, der fik andenpladsen. Efter interviewet spørger Tsubasa Chiyu, om hun vil deltage i den internationale turnering, men det afviser hun. Men det gør Tsubasa sur, idet hun afslører sin egen passion for højdespring, og at hun føler, at Chiyu ikke tager sit talent alvorligt. Chiyu bliver fornærmet og støtter sig til de andre, der alle opmuntrer hende og fortæller, at hun kan gøre tingene på sin egen måde. Næste dag forsøger Chiyu at overgå sin rekord i højdespring i skolen men finder ud af, at hun kun kunne gøre det på grund af Tsubasa. Chiyu skynder sig for at finde Tsubasa, men hendes venner fortæller, at hun allerede er taget væk for at flytte til udlandet. Det lykkes for Chiyu at spore Tsubasa til sportspladsen, hvor hun er ved at tage afsked, men Shindoine dukker op og forvandler hende til en GigaByogen. Chiyu forvandler sig til Cure Fontaine og kæmper mod Shindoine, før hun hjælper de andre Pretty Cure med at besejre og rense GigaByogen. Bagefter fortæller Chiyu Tsubasa, at hun vil deltage i den internationale turnering, og at hun håber, at de kan konkurrere mod hinanden igen en dag. | |                    |
| 35 | "Throw It With Your Hands! Treat The Ball Connected To Your Youth!" "Te to Te de Tosu! Booru Tsunaide Seishun Oteate!" (手と手でトス！ボールつないで青春お手当て！) | 6. december 2020   |
| Efter at Rabirin, Rate og Asumi har set volleyball i fjernsynet, beslutter de sig for at tage de andre med ud at spille beachvolley. Så de fire piger og Healing Animals tager afsted til en øde ø på beachvolleylejr. De andre har det sjovt, men Nodoka har svært ved at følge med. Imens ankommer Guaiwaru til den anden side af øen og inficerer en træånd for at skabe en MegaByogen, som han derefter bliver udsat for intens sportstræning. Som følge heraf kan Rate ikke rigtig fornemme Byogens, før MegaByogen endelig går til angreb. Pigerne forvandler sig for at kæmpe mod MegaByogen, men den viser sig at være en formidabel modstander, som har lært volleyball-tricks af Guaiwaru. Cure Grace mislykkes gentagne gange med at undgå MegaByogens angreb, men hun påskynder de andre, indtil dens angreb omsider bliver modstået. Alle fire Pretty Cure arbejder så sammen om at besejre MegaByogen, før Cure Grace renser den og træånden. Efter kampen beslutter alle pigerne sig for at spille beachvolley igen en anden gang. | |                    |
| 36 | "Natasha's Melancholic Big Study Strategy!" "Nataasha no Yuuutsu Obenkyou Daisakusen!" (ナターシャのゆううつ お勉強大作戦！)                                        | 13. december 2020  |
| Pigerne får resultatet af deres seneste prøve i skolen. Nodoka er glad for at være blevet bedre siden sidste gang, mens Chiyu som sædvanlig er i top. Hinata får imidlertid en lav karakter og forklarer, at hun ikke rigtig kan komme til at studere, fordi hun nemt bliver distraheret. Pludselig går det op for hende, at hun skulle møde en ven, og tager afsted. Hinata møder Eriko, som flyttede væk, da hun gik i grundskole. Hinata fortæller Eriko om sine nye venner, men pludselig løber Eriko væk. Hinata føler at de er vokset fra hinanden og bliver bekymret for sit venskab med Nodoka og Chiyu, så hun beslutter sig for at prøve at studere mere. Pigerne tilbyder at de kan have en fælles overnatning for at hjælpe Hinata med at studere, men hun har stadig svært ved at fokusere. Hinata får imidlertid en besked fra Eriko, der beder om at mødes næste dag. Hinata mødes med Eriko, men de bliver afbrudt af Shindoine og en MegaByogen. Eriko bringer Hinata i sikkerhed, så de andre piger må bekæmpe monstret. Eriko betror Hinata, at hun blev jaloux, da hun hørte Hinata fortælle om sine nye venner, men at hun virkelig gerne ville se Hinata og fortælle hende alt. MegaByogen finder de to piger, men de bliver reddet af Cure Grace. Cure Earth bringer Eriko i sikkerhed, så Hinata kan forvandle sig og hjælpe de andre med at besejre MegaByogen og rense træånden. Bagefter indser Hinata, at hendes venskaber vil bestå, og beslutter sig for ikke at bekymre sig om at miste sine venner. | |                    |
| 37 | "Enjoy The Seasons♥ Hospitality Tour For Rate!" "Kisetsu o Enjoi♥ Rate-sama Omotenashi Tsuaa!" (季節をエンジョイ♥ラテ様おもてなしツアー！)                          | 20. december 2020  |
| Asumi fortæller Nodoka, at hun har fået et deltidsjob, mens Healing Animals beslutter sig for at tage på et efterårseventyr med Rate. Healing Animals går rundt i byen og deltager i deres egne hemmelige begivenheder så som sport og kunst. Elementærånderne fortæller dem også om de mange folk i Sukoyaka, der tager sig af jorden så som en lokal landmand. Healing Animals bliver hurtigt klar over, at der vil komme en tid, hvor der ikke er brug for dem, og bliver sure over udsigten til at skulle forlade deres partnere. Pludselig dukker Daruizen op og driller den, før han forvandler landmanden til en GigaByogen. Det lykkes dog for Rate at undslippe, så de kan nå hen til Healing Animals i tide og forvandle sig. Under kampen mod GigaByogen bliver Healing Animals klar over, at de ikke kan være egoistiske, og lægger al deres styrke i at besejre den og redde landmanden. Bagefter sværger Healing Animals at hjælpe til med at skabe en bedre verden, som de kan besøge uden at behøve helbrede den. | |                    |
| 38 | "Innkeeper? High Jump? Chiyu's Inner Conflict!" "Okami? Hai Jan? Yureru Chiyu no Kokoro!" (女将？ハイジャン？揺れるちゆの心！)                                      | 27. december 2020  |
| Da Toji udviser interesse for at overtage familiens ryokan, så Chiyu kan forfølge sin drøm om at blive mester i højdespring, begynder Chiyu at komme i tvivl om, hvad hun virkelig vil. Hendes venner bemærker, at hun virker distraheret hele dagen, så Pegitan forklarer dem situationen. Da Rate finder det banner, som Nodoka og Hinata lavede for at heppe på Chiyu, får Pegitan en ide og tager afsted efter hende. Men før Pegitan kan nå at forklare, skaber Shindoine en Gigabyogen på stranden. Chiyu forvandler sig til Cure Fontaine og kæmper mod monstret, indtil de andre Pretty Cure dukker op. Efter en kort konfrontation med Shindoine fortæller Pegitan Chiyu, at hun kan forfølge begge sine drømme, hvilket givet hende modet til at overkomme sin tvivl. Cure Fontaine hjælper så de andre Pretty Cure med at besejre monstret. Bagefter fortæller Chiyu sin familie om sin beslutning, som de støtter. | |                    |
| 39 | "The Final Battle At Last!? Fly To The Byogen Kingdom!" "Tsui ni Kessen!? Tobikome! Byoogen Kingudamu!" (ついに決戦！？とびこめ！ビョーゲンキングダム！)            | 10. januar 2021    |
| Hinata opdager tilfældigvis portalen til Byogens kongerige, som Guaiwaru har ladet stå åbent, og fortæller sine venner om det. Pigerne frygter at det er en fælde og diskuterer med deres partnere, om de skal bruge portalen til af tage afsted og kæmpe mod Kong Byogen. Efter diskussionen beslutter de sig for at tage afsted, før portalen lukker. I kongeriget støder de på Kong Byogen, der engagerer Cure Earth og skaber Byogen-monstre til at kæmpr mod de andre Pretty Cure. Monstrene og Kong Byogen viser sig at være for stærke til at begynde med, men Pretty Cures beslutsomhed gør det muligt at overvinde og rense dem. Pigernes fejrer deres tilsyneladende sejr over Kong Byogen, men de bliver afbrudt af Guaiwaru, der konfronterer dem og takker dem for at have klaret Kong Byogen for ham, før han afslører, at kampen ikke er slut. | |                    |
| 40 | "Hinata's Regret... King Guaiwaru Is Born!" "Hinata no Koukai...Tanjou! Kingu Guaiwaru" (ひなたの後悔…誕生！キンググアイワル)                                       | 17. januar 2021    |
| Guaiwaru afslører sine planer, forstærker sig selv med flere Mega-dele og udnævner sig selv til konge. Pretty Cure prøver at kæmpe mod Guaiwaru, men han er stærkere end dem alle sammen. Cure Sparkle føler sig skyldig, fordi hun faldt for Guaiwarus plan og bragte alle de andre i vanskeligheder, så hendes forvandling ophører. Guaiwaru gør sig klar til at gøre det af med hende, men det lykkes for Pretty Cure at undslippe ham. Mens de skjuler sig, diskuterer pigerne hvordan de kan slippe væk fra Byogens kongerige. Hinata fortryder grædende sine handlinger, anklager sig selv for deres fiasko og tror at det vil gå galt for hende hver gang hun prøver. De andre trøster hende og siger, at hun ikke behøver sig ansvarlig for fiaskoen, mens de roser hendes styrker. Rate sanser at Hinata har lavet et hul, og de indser, at de kan bruge det til at skabe en portal tilbage til deres egen verden. Pigerne forvandler sig igen, så de kan udføre Final Healin' Good Shower og skabe en portal til at komme hjem med på trods af Daruizens indblanding. Tilbage på Jorden opdager de, at det meste af Sukoyaka er blevet inficeret af Guaiwau, mens de var fanget i Byogens kongerige. Cure Sparkle, der har fået nyt mod, beslutter at rense byen med alt hvad de har, hvilket de andre Pretty Cure går med til. | |                    |
| 41 | "Sukoyaka City's Crisis! The King's Shadow" "Sukoyaka Shi no Kiki!! Shinobiyoru Kingu no Kage" (すこやか市の危機！！忍びよるキングの影)                             | 24. januar 2021    |
| Efter at Pretty Cure er undsluppet fra Byogens kongerige, begynder de at rense MegaByogens rundt om i Sukoyaka. Da der kun er en GigaByogen tilbage, tager Pretty Cure til parken, hvor byens indbyggere har søgt tilflugt, for at fange monstret. Imens fortæller Daruizen Guaiwaru om Pretty Cures flugt, og de tager begge afsted for at konfrontere dem under deres kamp med GigaByogen. De får støtte af Shindoine, der overraskende accepterer Guaiwau som Byogens nye konge. Det lykkes for Byogens at overmande Pretty Cure, men før Guaiwau kan tildele dem det afgørende slag, bliver han forrådt af Shindoine og absorberet af kong Byogen, der genvinder sin krop takket være Guaiwarus kraft. Kong Byogen afslører, at Pretty Cure kun ødelagde en del af hans krop. Han kendte til Guaiwarus forræderi, så han planlagde at bruge ham til at genvinde sin kraft og krop med Shindoines hjælp. Kong Byogen forstærker så GigaByogen og tvinger Pretty Cure til at kæmpe mod den. Pretty Cure renser den men opdager, at kong Byogen og hans generaler er forsvundet til trods for deres overmagt. Bagefter tager pigerne hjem til deres forældre, som er taknemmelige for, at de har det godt. I Byogens kongerige afslører kong Byogen sin plan om at bruge Pretty Cure som lokkemad. Han forsøger at absorberer Daruizen i sin krop, men Daruizen stikker af for at finde Nodoka. Den sårede Daruizen beder Nodoka om at lade ham gemme sig i hendes krop for at komme sig, men Nodoka løber skrækslagen væk. | |                    |
| 42 | "Nodoka's Choice! Something to Protect" "Nodoka no Sentaku! Mamoranakya Ikenai Mono" (のどかの選択！守らなきゃいけないもの)                                         | 31. januar 2021    |
| Nodoka er stadig rystet over sit sidste møde med Daruizen, så hendes familie og venner bliver bekymrede, da hun begynder at opføre sig distanceret. Kong Byogen sætter Shindoine til at lede efter Daruizen, mens dronning Teatine og hendes tjenere forbereder sig på at tage til Jorden. Senere på dagen taler Rabirin med Nodoka, der betror hende, at hun føler sig skyldig i at have efterladt Daruizen. Nodoka forklarer også, at hun ikke vil gå gennem den pinefulde oplevelse at være syg en til gang, selvom det formede hende. Rabirin opmuntrer Nodoka til at give udtryk for sine sande følelser. Efter opmuntringen beslutter Nodoka sig for ikke at hjælpe Daruizen. Rabirin er enig og siger, at hun ikke var ansvarlig for Daruizens behov, og at hun allerede gjorde sit bedste, selv for sit helbred. Netop da bliver Rate syg, fordi Daruizen forstærker sig selv med flere Mega-dele og angriber byens fyrtårn. Nodoka og Asumi, der har overhørt samtalen, samler deres venner. De fire piger forvandler sig for at kæmpe mod den forstærkede Daruizen, der til gengæld angriber Cure Grace og "beder" hende om at hjælpe ham igen. Men Cure Grace afslår ham med fornyet beslutsomhed og står endeligt op for sig selv. Hun fortsætter med at slå Daruizen, før de andre hjælper hende med at rense ham. Men Daruizen bliver ikke renset helt og bliver efterfølgende absorberet af kong Byogen, der forvandler sig til Neo Kong Byogen. Men på trods af den onde konges drillerier vil den motiverede Cure Grace alligevel rense kongen. | |                    |
| 43 | "The King Evolved! Undermined City" "Kingu no Shinka...! Mushibamareta Sukoyaka Shi" (キングの進化…！蝕まれたすこやか市)                                            | 7. februar 2021    |
| Til Pretty Cures skræk bruger Neo Kong Byogen sin kraft til at inficere hele Sukoyaka på en gang med det resultat, at infektionen gradvist begynder at sprede sig udover hele Jorden. Pretty Cure er fast besluttede på at rense kongen og prøver at kæmpe mod ham, men de opdager, at han er beskyttet af en barriere. Han besejrer dem let, så deres forvandlinger ophæves. Men dronning Teatine ankommer i tide for at hjælpe og bruger sin kraft sammen med sine Healing Animals til at skabe et kraftfelt, der fastholder Neo Kong Byogen og stopper hans infektion midlertidigt. Det giver pigerne tid til at finde ud af, hvad de skal gøre. Men Shindoine angriber dem, så de må flygte ved, at Asumi bruger sin vindkraft til at bringe dem udenfor Teatines barriere. Under et kort pusterum fortæller Asumi, at de måske kan trænge gennem Neo Kong Byogens barriere ved at bruge Byogens kraft sammen med deres egne. Men for at gøre det må Asumi indtage en Mega-del, så hun kan benytte Byogen-kraft. De andre protestere indledningsvis men går med til det, da de ser Asumis beslutsomhed. Shindoine dukker op igen, og pigerne forvandler sig for at kæmpe mod hende i håb om at få hendes sidste Mega-del, men Shindoine bruger den til at blive stærkere med. Efter en besværlig kamp lykkes det for Pretty Cure at besejre Shindoine med Final Healin' Good Shower og bringe hende tilbage til hendes oprindelige form. Rate fortæller dem imidlertid, at de skal bruge Healing Oasis til at rense Shindoine yderligere med, så Cure Earth kan absorbere hendes Byogen-partikel. Med evnen til at kæmpe mod Neo Kong Byogen gør Pretty Cure sig klar til at møde ham. | |                    |
| 44 | "Let's Heal Together! For Our Healthy Future" "Minna de Oteate!! Sukoyaka na Mirai no Tame ni" (みんなでお手当て！！すこやかな未来のために)                         | 14. februar 2021   |
| De fire Pretty Cure vender tilbage til kraftfeltet for at kæmpe mod og rense Neo Kong Byogen. Da kampen begynder, sætter Asumi sin plan i gang, og det lykkes for hende at trænge gennem kongens barriere med sine angreb. Men Neo Kong Byogen har fået sin fulde styrke tilbage og bryder ud af Healing Animals kraftfelt. Han absorberer både Pretty Cure, dronning Teatine, Rate og de tre Healing Animals og bruger al sin kraft til at inficere hele verden med. Inde i kongen er Nodoka og hendes venner tilsyneladende besejrede. Neo Kong Byogen driller Nodoka igen, men hun sværger at ville fortsætte kampen for at beskytte alle fra ham, til trods for de uoverskuelige odds. De andre fangne bliver motiverede af Nodokas tale og sværger heller ikke at ville give op, ligesom indbyggerne i Sukoyaka, de andre Healing Animals og millioner i resten af verden heller ikke vil. Pigerne bryder fri af kongen og forvandler sig for at kæmpe mod ham en gang til. På trods af Neo Kong Byogens rå styrke og hensynsløse angreb lykkes det for de fire Pretty Cure at overvinde ham og rense ham med Final Healing Good Shower, så kongen bliver ødelagt en gang for alle. Efter kampen aftaler indbyggerne, der har opdaget Pretty Cures identitetet, at holde det for dem selv. Livet fortsætter i Sukoyaka, hvor folk diskret takker de fire piger, indtil Asumi og Healing Animals fortæller deres venner, at de skal afsted fra Jorden. De tager en tårevæddet afsked med deres partnere men lover, at de vil forblive venner. | |                    |
| 45 | "Welcome! The Healing Garden" "Oidemase♥Hiiringu Gaaden!" (おいでませ♥ヒーリングガーデン！)                                                                         | 21. februar 2021   |
| Rabirin, Pegitan og Nyatoran mødes med deres partnere igen for at tage dem med på et besøg i Healing Garden. Der møder de tre piger Asumi, Rate og dronning Teatine igen. Dronningen takker pigerne for at hjælpe dem med at beskytte Jorden mod Byogens. De tre piger bliver venner med de andre i haven og giver dem nogle boller, som de har taget med. Men de har svært ved at komme ud af det med en sur abe, der mener at mennesker ikke er bedre end Byogens. Mens de fire piger spekulerer over abens ord, dukker et par MegaByogens op, fordi en vild NanoByogens har gemt sig sammen med bollerne og inficeret dem. Pigerne forvandler sig for at kæmpe mod MegaByogens, men monstrene viser sig at være hårde modstandere med perfekt koordination. Da de fire Pretty Cure har svært ved at slå igen, hidkalder Rate en ny Pretty Cure, Cure Summer. Med hjælp fra den nye heltinde, lykkes det omsider for de fire Pretty Cure at besejre MegaByogens og rense frugtånden inde i dem. Bagefter undskylder de tre mennesker for deres skødesløshed, men dronning Teatine opmuntrer dem, mens Asumi forsikrer aben om, at menneskerne stadig kan gøre noget ved Jordens skader. Efter at Nodoka, Chiyu og Hinata har forladt Healing Garden, beslutter de sig for at fortsætte med at helbrede verden resten af deres liv. | |                    |